# Coupe de Biélorussie de volley-ball masculin
La Coupe de Biélorussie de volley-ball masculin est une compétition qui existe depuis l'indépendance de la Biélorussie en 1991. Elle est organisée par la Fédération biélorusse de volley-ball (Bielorusskaia Federatsija Volejbola, БФВ).

## Palmarès
| Année | Champion                  | Score                                   | Finaliste        |
| ----- | ------------------------- | --------------------------------------- | ---------------- |
| 1991  | Zapadny Bug Brest         |                                         |                  |
| 1992  | Spoutnik Vitebsk          |                                         |                  |
| 1993  | Spoutnik Vitebsk          |                                         |                  |
| 1994  | Kommunalnik Grodno        |                                         |                  |
| 1995  | Spoutnik Vitebsk          |                                         |                  |
| 1996  | Kommunalnik Grodno        |                                         |                  |
| 1997  | Kommunalnik Grodno        |                                         |                  |
| 1998  | Dinamo Vitebsk            |                                         |                  |
| 1999  | Kommunalnik Grodno        |                                         |                  |
| 2000  | GVC Gomel                 |                                         |                  |
| 2001  | GVC Gomel                 |                                         |                  |
| 2002  | GVC Gomel                 |                                         |                  |
| 2003  | GVC Gomel                 |                                         |                  |
| 2004  | Kommunalnik Grodno        |                                         |                  |
| 2005  | Tekhnopribor-Bela Mogilev |                                         |                  |
| 2006  | Metallurg-Bela Mogilev    |                                         |                  |
| 2007  | Metallurg Jlobine         |                                         |                  |
| 2008  | Metallurg Jlobine         |                                         |                  |
| 2009  | Stroitel Mińsk            |                                         |                  |
| 2010  | Stroitel Mińsk            |                                         |                  |
| 2011  | Kommunalnik Grodno        | 3-1 (25-20, 25-21, 18-25, 25-14)        | Stroitel Mińsk   |
| 2012  | Stroitel Mińsk            | 3-2 (22-25, 25-23, 24-26, 25-14, 15-10) | BATE-BSU Borisov |